# Victor Axelson

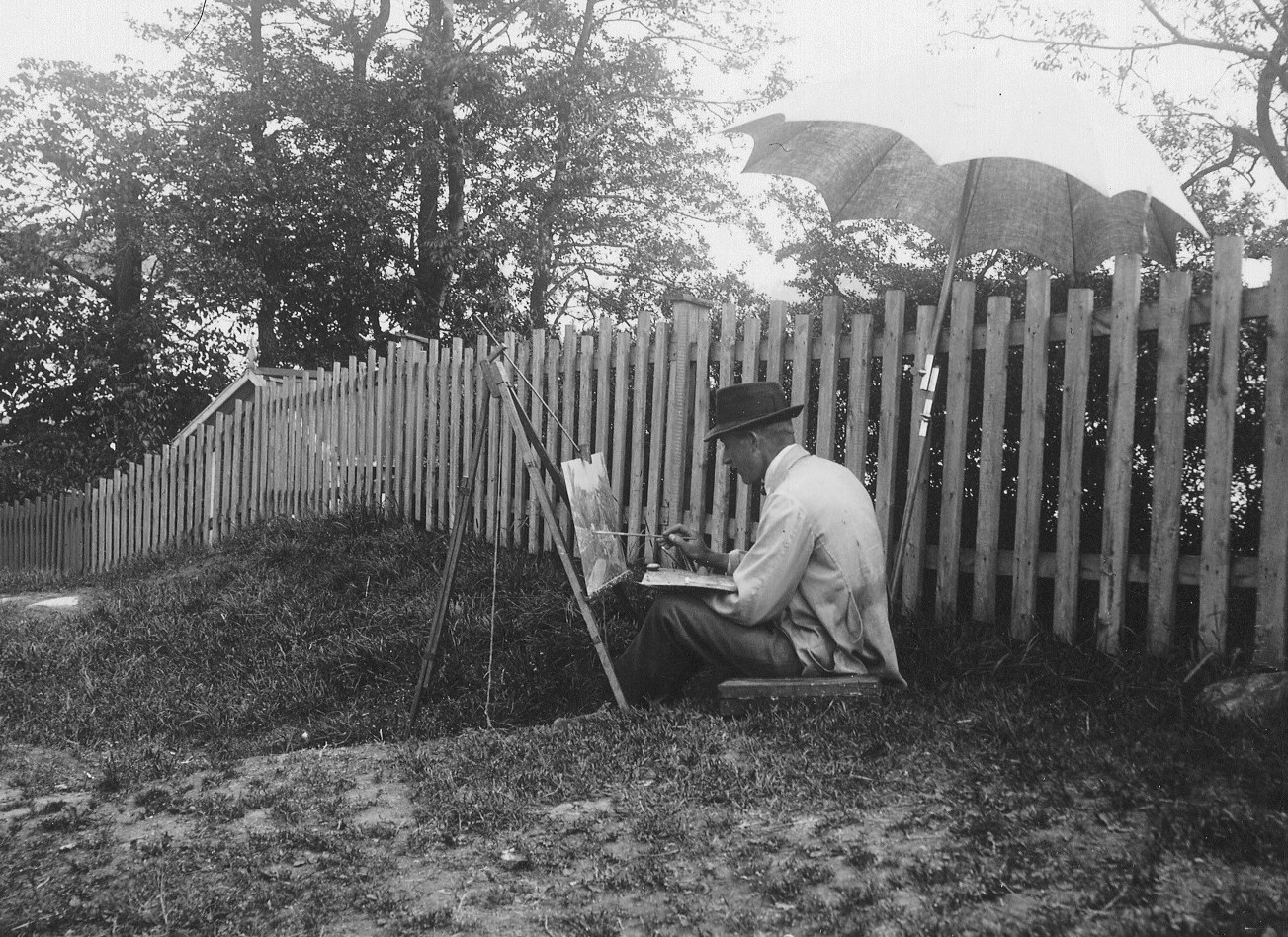
Victor Axelson utanför Sjövillan på Smedsudden, 1917.

Victor Axelson, född 10 september 1883 i Folkärna församling, Kopparbergs län, död 1 januari 1954 i Högalids församling, Stockholm, var en svensk målare. 
Axelson var son till lantbrukaren Axel Andersson och Caroline Carlsson. Han utbildade sig vid Tekniska skolan 1903, vid Althins målarskola och 1907–1910 vid Konstakademien. Under hösten 1911 reste han till Paris där han bedrev självstudier ett drygt halvår innan han återvände till Sverige. Åren 1920–1923 gjorde han en längre studieresa till Paris med kortare avstickare till Italien och Spanien. På grundval av influenser från Paul Cézanne utarbetade Axelson en lugn stil med en något kylig färgskala. Hans landskap och stockholmsbilder har en intim och rofylld prägel. Axelson tillhörde tillsammans med konstnärsvännerna Torsten Palm och Alf Munthe de första Svenska intimisterna och kom sedan att hålla fast vid gruppens mjuka saklighet.

Oljemålning av Victor Axelson, 1948.

Som medlem i konstnärsgruppen Falangen medverkade i flera av gruppens utställningar. Han genomförde flera separatutställningar på Färg och Form i Stockholm, bland annat utställningarna: 1934, 1940, 1948, 
sommar i Provence 1952, tre år i Frankrike 1950. Tillsammans med Stig Åsberg ställde han ut på Färg och Form 1954 och tillsammans med Hjalmar Grahn, Hilding Linnqvist, Axel Nilsson, William Nording och Gunnar Svenson ställde man ut på Nermans konsthall i Norrköping 1941 som följdes av en utställning med Ture Dahlö, Lars Florén och Hjalmar Grahn på Nermans konsthall Norrköping 1942. Han var representerad i Riksförbundet för bildande konsts vandringsutställning Intimisterna.
Victor Axelson tillhörde de konstnärer som bodde och arbetade i konstnärskollektivet vid Smedsudden 1917-1919 och han var 1932 med vid instiftandet av Färg och Form. Han kan också räknas till Vicklebyskolan.

Oljemålning, möjligtvis ett motiv i Frankrike, 1952.

Axelson finns representerad vid bland annat Göteborgs konstmuseum, Sörmlands museum och Moderna Museet.